# Isosporiasi
L'isosporiasi  è una malattia infettiva a carattere parassitario che coinvolge l'intestino, l'epidemiologia è aumentata soprattutto dopo la diffusione del virus HIV.

## Epidemiologia
La prevalenza di tale parassita è maggiore nei paesi con un clima tropicale.

## Eziologia
La causa è da imputare a un coccidio chiamato Isospora belli, la cui trasmissione della malattia avviene tramite via orofecale.

## Trattamento
Il trattamento standard prevede la somministrazione di più farmaci, sfruttando l'unione dei loro principi attivi, come il pirimetamina e sulfamidico o trimetoprim e sulfametossazolo. Il cotrimossazolo è l'unico a fornire dei buoni risultati utilizzandolo da solo.

## Prognosi
La malattia scompare dopo qualche settimana dalla prima manifestazione.